# Virus Tropical
Virus Tropical ist ein autobiografischer Comic der ecuadorianisch-kolumbianischen Künstlerin Powerpaola aus dem Jahr 2011. Er wurde 2017 unter Beteiligung der Künstlerin als Trickfilm umgesetzt. Die Geschichte erzählt von der Kindheit und Jugend der Autorin in Quito und Cali und von alltäglichen Sorgen und Dramen ihrer von Frauen dominierten Familie.

## Inhalt
Das Unwohlsein von Hilda Gaviria wird von den Ärzten in Quito auf ein tropisches Virus zurückgeführt. Schwanger könne sie nicht sein, denn die Frau eines katholischen Theologen hat sich die Eierstöcke abbinden lassen. Dennoch kommt, entgegen der ersten Diagnosen, schließlich Paola zur Welt, die dritte Tochter der Familie. Der nutzlose Vater Uriel macht sich nach einigen Jahren ganz aus dem Staub und will wieder Priester werden, sodass Paola in einem Haushalt von fünf Frauen aufwächst: Neben ihrer Mutter und den beiden Schwestern lebt noch eine Haushaltshilfe bei ihnen. Mit der mittleren der drei, Patty, hat Paola zunächst nur Ärger. Oder eher ist die Ältere eifersüchtig und macht ihrer kleinen Schwester das Leben schwer. Das ändert sich, als Patty in die Pubertät kommt und in den Religionsunterricht geht. Mit einem Mal entdeckt sie, was sie an Paola hat, und beide werden die engsten Freunde. Zusammen mit der Haushälterin und ihrer älteren Schwester haben sie viel Spaß und bereiten ihrer Mutter manchen Ärger. Die wird zugleich von ihrer Schwiegermutter getriezt. Und das Hausmädchen nutzt manches Mal das Vertrauen, das ihr entgegengebracht wird, zum eigenen Vorteil aus.
Als die Mädchen älter werden, wollen sie eine nach der anderen das Haus verlassen. Die älteste Tochter Claudia will erst Design in Europa studieren. Dann aber verliebt sie sich und zieht als Hausfrau auf die Galapagosinseln. Patty zieht es zum Studium ins kolumbianische Cali. Da die Mutter sonst niemanden mehr in Quito hat, entschließt sie sich kurzerhand, Paola mitzunehmen und auch nach Cali zu ziehen. Dort hat Paola zunächst Schwierigkeiten, sich an der neuen Schule einzufinden und wird wegen ihrer Herkunft und Sprache gemobbt. Doch mit der Zeit findet sie Freunde und nutzt das Nachtleben – auch wenn das wegen der Drogenkartelle nicht ungefährlich ist. Zeitweise zieht auch Vater Uriel zu seiner Familie nach Cali. Doch er ist eher ein Mitbewohner einer Wohngemeinschaft, als dass er wieder die Rolle des Vaters der Familie einnehmen kann. Ihre Mutter hat bald genug von der tropischen Stadt und kehrt für die meiste Zeit zurück nach Quito, wo ihr das Wetter besser bekommt. Paola will schließlich ihre Begeisterung für das Zeichnen zum Beruf machen.

## Veröffentlichung
Der Comic erschien 2011 beim Verlag Editorial Comun in Argentinien auf Spanisch. Eine deutsche Fassung (Übersetzung: Lea Hübner) wurde im Mai 2022 vom Parallelallee Verlag herausgegeben.

## Adaption als Film
Ein Kinofilm zum Comic entstand bei Studio Ikki Films unter der Regie von Santiago Caicedo. Das Drehbuch schrieb Enrique Lozano in Zusammenarbeit mit Powerpaola, die auch die künstlerische Leitung übernahm. Produzent war Santiago Caicedo und den Schnitt besorgten Santiago Caicedo, Simón Hernández und Jorge H. Vallejo. Die Musik komponierte Adriana García Galán, sie wählte eine Mischung aus Panflötenklängen und lateinamerikanischem Folk-Rock. Der Film ist vollständig in Schwarz-Weiß gehalten und hält sich eng an die Vorlage.
Die Premiere des Films fand am 21. Oktober 2017 auf dem Animation Is Film Festival in den USA statt. Es folgten Vorführungen auf weiteren internationalen Festivals, darunter am 18. Februar 2018 beim Berlin International Film Festival. Am 17. Mai 2018 kam der Film in die Kinos von Kolumbien, es folgten Vorführungen in Schweden und Mexiko.

## Synchronisation
| Rollen              | Sprecher              |
| ------------------- | --------------------- |
| Paola (Kind)        | María Cecilia Sánchez |
| Paola (Jugendliche) | Martina Toro          |
| Hilda               | Alejandra Borrero     |
| Uriel               | Diego León Hoyos      |
| Claudia             | Camila Valenzuela     |
| Chavela             | Javiera Valenzuela    |
| Großmutter          | Zoraida Duque         |
| Patty (Kind)        | Maria Gutiérrez       |
| Patty (Jugendliche) | María Parada          |

## Rezeption
Zur deutschen Ausgabe schreibt der RBB, der Comic erzähle gesellschaftskritische Geschichten „mit einem rüden Independent-Strich, der Gesichter verzerrt und die verbale wie handgreifliche Gewalt geradezu beiläufig wirken lässt. Zugleich sind die Zeichnungen aufwendig schraffiert.“ Der Stil schaffe bereits einen lakonischen Ton, der diesen Comic besonders mache. Die Geschichte zeichne „ein facettenreiches Bild von der kolumbianischen Gesellschaft – und zugleich ist der Comic eine feine Studie über Familienbeziehungen und das Heranwachsen eines Mädchens.“ Es werde das Entdecken der eigenen Sexualität und der sexuellen Wünsche der Jungs erzählt und die daraus entstehenden Konflikte: „Powerpaola zeigt eindrücklich, wie schwierig es für ein Mädchen sein kann, die eigenen Wünsche zu erkennen und zu leben. Und sie zeigt, wie vital und unterstützend ein Familienleben sein kann – auch wenn die Eltern sich trennen.“
Über die Verfilmung meint Jessica Kiang in der Variety, sie werde ihrem Anspruch nicht gerecht. Die Animationen seien beeindruckend und zögen ihren Charme wohl vor allem aus der Mitarbeit von Powerpaola selbst. Auch der Soundtrack sei gelungen. Die Geschichte fühle sich dagegen eher wie eine Skizze an und könne in ihren vielen plötzlichen Wendungen und Ereignissen, die unmotiviert und unbegründet daherkommen, nicht überzeugen. Die handelnden Figuren blieben ebenso oberflächlich, wie auch auf die angeschnittenen ernsten Themen nicht tiefer eingegangen wird.